# Portrait présumé d'une jeune fille d'Ornans
Portrait présumé d'une jeune fille d'Ornans est un tableau réalisé par le peintre français Gustave Courbet en 1842. Cette huile sur toile est un portrait à mi-corps qui représente le profil droit d'une jeune femme assise baissant les yeux vers ses mains, qu'elle a posées sur ses cuisses. Le modèle est probablement une habitante d'Ornans, localité du Doubs où l'artiste est né et où l'œuvre est conservée depuis 2006 au musée Courbet, après un don en 1995.